# Reactor d'aigua pressuritzada
Un reactor d'aigua pressuritzada, VVER o PWR (de l'anglès pressurized water reactor) és un tipus de reactor nuclear d'una central nuclear tal que fa servir aigua a alta pressió com a moderador dels neutrons, per a refrigerar el reactor i per a produir vapor als generadors de vapor. Com a combustible usen òxids d'urani enriquit entre el 2% i el 4%, tot i que algunes poques fan servir MOX. En 1997, al món hi havia 251 centrals nuclears amb aquest tipus de reactor, sumant una potència total de més de 230.000 MWe, que representa prop del 60% de la producció mundial d'energia a les centrals nuclears. És la tecnologia utilitzada a Ascó I i II i Vandellòs II.

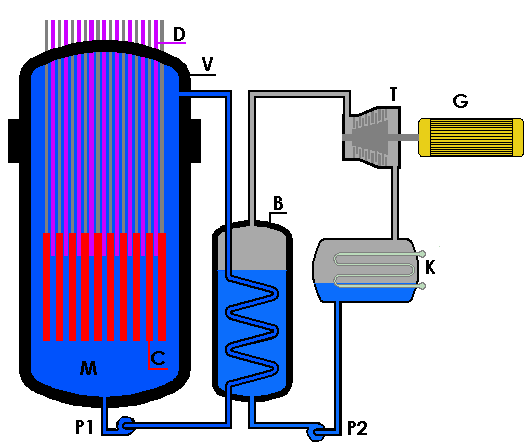
Esquema d'una central nuclear amb reactor (V) de tipus PWR. C: combustible (òxids d'urani lleugerament enriquit), T: turbina, G: generador d'electricitat, B: generador de vapor, K: condensador, P1: circuit primari (l'aigua s'escalfa a V i porta la calor a B, surt freda de B per entrar a V), P2: circuit secundari (l'aigua de B, escalfada per P1, s'evapora i surt cap a la turbina, la mou i s'acaba de refredar al condensador, d'on surt liquida i torna a B). El circuit terciari és el que es veu en part, en gris clar, a K, entra aigua per a refredar la de P2 a K, fins a condensar-la, de manera que la del circuit terciari surt escalfada cap a la torre de refrigeració.

Utilitza tres circuits de refrigeració: el primari amb aigua a pressió que mai surt de l'edifici de contenció, portant la calor del reactor a un intercanviador de calor i el secundari d'aigua en ebullició que rep la calor a l'intercanviador a l'edifici de contenció i amb el vapor generat mou les turbines.
El seu senzill disseny permet alliberar la part superior del reactor per poder posar-hi les barres de control, de forma que en cas d'emergència es pot tallar (amb un robot o un explosiu) la seva sustentació i aturar de cop la central, fins i tot en absència d'una font d'energia auxiliar.